# Fear (Band)
Fear ist eine US-amerikanische Punkrockband, die 1977 gegründet wurde. Die aus Los Angeles stammende Gruppe gilt neben Black Flag, den Circle Jerks und anderen als Wegbereiter des kalifornischen Hardcore Punks. Die Band hat zahlreiche Besetzungswechsel hinter sich, einziges verbliebenes Gründungsmitglied ist der 1950 in Minneapolis geborene Sänger Lee Ving.

## Geschichte
Die Gruppe wurde bereits 1977 gegründet, nahm in der Anfangszeit allerdings abgesehen von einer Single im Jahr 1978 nicht auf (Lee Ving produzierte außerdem 1980 das Angry-Samoans-Album Inside My Brain). Stattdessen erspielte sich die Band durch eine Vielzahl von Konzerten einen gewissen Bekanntheitsgrad in Los Angeles. Unter anderem wurden sie von Schauspieler John Belushi wahrgenommen, der ein Fan der Gruppe wurde und ihnen 1981 zu einem Auftritt bei Saturday Night Live verhalf. Durch die chaotische Show dort, bei der durch die tanzenden Fans erheblicher Sachschaden entstand, erlangten Fear landesweite Bekanntheit. Im selben Jahr war die Band im Dokumentarfilm The Decline of Western Civilization zu sehen. In der Folge erhielten sie einen Plattenvertrag, 1982 erschien das Debütalbum The Record.
In der Folgezeit war Lee Ving verstärkt als Schauspieler tätig, unter anderem 1983 in Flashdance und 1984 in Straßen in Flammen sowie in mehreren Fernsehserien. 1984 stieg Bassist Flea aus, um sich auf seine andere Band, die Red Hot Chili Peppers zu konzentrieren. 1985 wurde ein zweites Album eingespielt, zwei Jahre später folgte allerdings die Trennung.
1991 fand sich die Gruppe wieder zusammen und veröffentlichte das Livealbum Live...For The Record. 1993 verließen Gitarrist und Gründungsmitglied Philo Cramer und der langjährige Schlagzeuger Spit Stix die Band, womit diese erneut aufgelöst war. Lee Ving brachte 1995 mit drei neuen Mitmusikern, darunter Zappa-Bassist Scott Thunes, ein weiteres Album heraus. 1996 war Ving neben Dave Mustaine an dem Projekt MD.45 beteiligt, mit dem er ein Album einspielte. Nach zwei weiteren Besetzungswechseln folgte 2000 das bislang letzte Fear-Album American Bear. Die beiden Musiker Richard Presley und Mando Lopez, die auf diesem Album Gitarre bzw. Bass spielen, schlossen sich kurz nach der Veröffentlichung der Band The Breeders an.
Die Band spielte in den darauffolgenden Jahren in verschiedenen Besetzungen gelegentlich Konzerte, unter anderem nahm sie 2009 und 2010 an der Warped Tour teil.

## Diskografie

### Studioalben
- 1982: The Record
- 1985: More Beer
- 1995: Have Another Beer With FEAR
- 2000: American Beer
- 2024: The Last Time (Atom Age Industries)

### Livealben
- 1991: Live…For The Record